# Kevin Freeman
Kevin Freeman, född 21 oktober 1941 i Portland, Oregon, död 10 mars 2023 i Portland, Oregon, var en amerikansk ryttare.
Han tog OS-silver i lagtävlingen i fälttävlan i samband med de olympiska ridsporttävlingarna 1972 i München.